# الکساندرا گورسکا
الکساندرا گورسکا (لهستانی: Aleksandra Górska؛ زادهٔ ۶ فوریه ۱۹۳۹) بازیگر اهل لهستان است.
از فیلم‌ها یا مجموعه‌های تلویزیونی که وی در آن‌ها نقش داشته‌است، می‌توان به سال‌های شیرین، پدر متیو، داستان‌های عاشقانه، دهن‌به‌دهن و ورشو ۴۴ اشاره نمود.